# Dan Ashton
Pour les articles homonymes, voir Ashton.
Dan Ashton (né en 1954 ou 1955) est un homme politique canadien, il est élu à l'Assemblée législative de la Colombie-Britannique lors de l'élection de 2013 sous la barrière du Parti libéral provinciale qui représente la circonscription électorale de Penticton,
Avant devenir député, il a été maire de Penticton de 2008 à 2013 et conseiller municipal de 1999 à 2008.